# Tamula järve
Tamula järve este o arie protejată (arie specială de conservare — SAC, sit de importanță comunitară — SCI) din Estonia întinsă pe o suprafață de 210,9 ha, integral pe uscat.

## Localizare
Centrul sitului Tamula järve este situat la coordonatele 57°50′18″N 26°59′07″E / 57.8384°N 26.9854°E.

## Înființare
Situl Tamula järve a fost declarat sit de importanță comunitară în aprilie 2004 pentru a proteja 3 specii de animale. Situl a fost protejat și ca arie specială de conservare în septembrie 2005.

## Biodiversitate
Situată în ecoregiunea boreală, aria protejată conține 1 habitat natural: Lacuri eutrofice naturale cu vegetație de tip Magnopotamion sau Hydrocharition.
La baza desemnării sitului se află mai multe specii protejate:
- mamifere (1): vidră de râu (Lutra lutra)
- pești (2): zvârluga (Cobitis taenia), țipar (Misgurnus fossilis)